# Оркрист
Оркрист (на английски: Orcrist) е прочут меч от фантастичната Средна земя на фентъзи-писателя Джон Роналд Руел Толкин. В превод от синдарин буквално името означава „сечащ гоблини“ („гоблин“ в света на Толкин е синоним на „орк“, който е използван предимно в „Хобитът“). Това е оръжието на владетеля на джуджетата Торин Дъбощит (Дъбовия щит) от романа на Джон Р. Р. Толкин „Хобитът“.
Както и други известни оръжия в света на Толкин, мечът на Торин има име. Мечът Оркрист е направен от елфите, което го прави изключително ценно оръжие, както и оръжие, което всява страх у враговете на елфите — орки и други зли създания от Средната земя. Както мечовете Гламдринг и Жилото, Оркрист усеща близостта на орките и я показва като острието започва да свети със синя светлина.
В „Хобитът“ Торин Дъбощит умира по време на Битката на петте армии и когато го погребват оставят Оркрист на гроба му.